# Мисливський заказник Білі-Уере
Мисливський заповідник Білі-Уере (фр. Domaine de Chasse Bili-Uere ) — мисливський заповідник у Демократичній Республіці Конго, площею 32,748 км². На півночі він межує з мисливським заповідником Бому, заповідником дикої природи Бому та річкою Мбому, яка утворює кордон з Центральноафриканською Республікою.
З 2005 року заповідна територія разом із національним парком Гарамба вважається  охоронною територією левів. 
Заповідник Бому є прихистком для східного шимпанзе, лісового слона, антилопи бонго, антилопи сітатунги, леопарда, гігантської лісової свині, червоної річкової свині, буйвола, чорно-білого колобуса та багатьох інших видів тварин.
Понад 100 000 лісових слонів жили в цій величезній місцевості на початку 1970-х років. Проте сьогодні майже вся ця популяція винищена. Заповідник стикається з серйозними проблемами, такими як незаконний видобуток корисних копалин і полювання на диких тварин.